# Henry Irving
Sir Henry Irving, nascido John Henry Brodribb, também conhecido como J. H. Irving  (Keinton Mandeville, 6 de fevereiro de 1838 – Bradford, 13 de outubro de 1905) foi um ator inglês da Era Vitoriana. Em 1895, tornou-se o primeiro ator a ser ser agraciado com um título de cavaleiro, indicando plena aceitação nos círculos superiores da sociedade britânica. 

## Vida pessoal e carreira
Irving nasceu em Keinton Mandeville, no condado de Somerset , como John Henry Brodrinn, filho de Samuel Brodribb e Mary Brodribb. Aos quatro anos de idade seus pais encontraram melhores oportunidades de emprego em Bristol, e para evitar prejudicar a saúde do filho na cidade, eles decidiram o mandar para morar com sua tia na Cornualha, onde viveu sua infância. Em 1848, voltou a morar com seus pais, agora em Londres, onde passou a frequentar uma escola privada por dois anos e viu o ator Samuel Phelps em Hamlet, que o inspirou a seguir a atuação.
Após dois anos na escola, Irving passou a trabalhar como escriturário até os 18 anos, quando um tio lhe deixou uma herança de £100, que ele investiu em necessidades teatrais, como perucas, espadas e trajes. A herança também lhe permitiu adquirir o papel principal em uma produção amadora de Romeu e Julieta no Royal Soho Theatre. Foi nessa mesma época que ele adotou seu nome artístico pelo qual viria a ser reconhecido, Henry Irving. Ainda naquele ano, em 1856, Irving começou a trabalhar no Lyceum Theatre, em Sunderland, e somente anos depois, em 1871, ele ganha destaque após seu sucesso em The Bells.
Ele se casou com Florence O'Callaghan no dia 15 de julho de 1869, em Londres, mas sua vida pessoal ficou em segundo plano em relação à sua vida profissional. Na noite de estreia de The Bells, em 25 de novembro de 1871, a esposa de Irving, criticou sua profissão: "Você vai continuar se fazendo de tolo assim a vida toda?" Irving desceu de sua carruagem em Hyde Park Corner, afastou-se na noite e decidiu nunca mais vê-la. Eles nunca se divorciaram formalmente e Irving nunca mais se casou após isso. Juntos tiveram dois filhos, Harry Brodribb Irving, nascido em 5 de julho de 1870, e Laurence Irving, em dezembro de 1871. Ambos seguiram os passos do pai e tornaram-se atores bem-sucedidos.
Em 1878, Irving assumiu a administração do Lyceum Theatre e iniciou sua famosa parceria com a atriz Ellen Terry. Ela foi a atriz principal de suas peças por anos e juntos eles conquistaram grandes públicos. Nesse mesmo ano, Bram Stoker começa a trabalhar como gerente de negócios do teatro, formando uma amizade que duraria até o fim de sua vida.
Em 1883, Irving começou a primeira de várias turnês americanas com todo o elenco de atores e técnicos, além dos efeitos cênicos e de iluminação pelos quais seu teatro era famoso. Nos anos seguintes, Irving e a companhia Lyceum estiveram no auge de seu sucesso financeiro. Cada nova produção buscava superar o repertório existente, embora cada uma absorvesse os lucros da temporada anterior. Em 18 de julho de 1895, a Rainha Vitória o nomeou cavaleiro no Castelo de Windsor. Em 1902, Irving deixa o comando do Lyceum, após anos lutando para manter a companhia em operação.

## Morte
No dia 13 de outubro de 1905, aos 67 anos, Irving havia concluído uma apresentação e sofreu um derrame após retornar ao seu alojamento no saguão do Midland Hotel, em Bradford, onde faleceu antes que a assistência médica pudesse chegar. Ele foi cremado e suas cinzas enterradas na Abadia de Westminster, tornando-se assim a primeira pessoa a ser cremada antes do sepultamento em Westminster.

## Legado
Há uma estátua dele perto da National Portrait Gallery, em Londres. Essa estátua, assim como a influência do próprio Irving, desempenha um papel importante no romance 'World of Wonders', de Robertson Davies. O Jardim Memorial Irving foi inaugurado em 19 de julho de 1951 por Laurence Olivier.
Tanto no palco quanto fora dele, Irving sempre manteve um alto ideal de sua profissão, e em 1895 recebeu o título de cavaleiro (primeiro oferecido em 1883), o primeiro a ser concedido a um ator . Ele também foi agraciado com diplomas honorários das universidades de Dublin (LL.D 1892), Cambridge (Litt.D 1898) e Glasgow (LL.D 1899). Além disso, recebeu a Cruz Komthur, de 2ª classe, da Ordem da Casa Saxe-Ernestina de Saxe-Coburgo-Gota e Saxe-Meiningen.
A atuação dele dividiu críticos; as opiniões diferiram quanto à medida em que seus maneirismos de voz e postura interferiram ou ajudaram na expressão de suas ideias. O estilo único de atuação de Irving e seu efeito sobre os atores amadores foram levemente satirizados em The Diary of a Nobody, de George e Weedon Grosmith.
No poema de T. S. Eliot, "Gus: The Theatre Cat" (c. 1939), a velhice e a distinção teatral do personagem título são expressas na estrofe: 
For he once was a Star of the highest degree--
He has acted with Irving, he's acted with Tree.
Estes versos aparecem na letra da canção homônima no musical Cats de Andrew Lloyd Webber, de 1981.

No musical de comédia Half a Sixpence, de 1963, no West End, o ator Chitterlow faz uma imitação de Irving em The Bells. O poema heroico burlesco de Percy French, "Abdul Abulbul Amir", lista entre os atributos heroicos-cômicos do adversário de Abdul, o conde russo Ivan Skavinsky Skavar, que "ele podia imitar Irving". No filme A Midwinter's Tale, de 1995, dirigido por Kenneth Branagh, dois atores discutem sobre Irving, e um deles, Richard Briers, faz uma imitação de sua fala. Na peça The Woman in Black, ambientada na era vitoriana, o ator que interpreta Kipps diz a Kipps: "Nós ainda vamos fazer de você um Irving," no Ato 1, já que Kipps não é um bom ator devido à sua inexperiência. Na comédia política Yes, Prime Minister (sequência de Yes Minister), no episódio "The Patron of the Arts", transmitido pela primeira vez em 14 de janeiro de 1988, o Primeiro-Ministro é questionado sobre qual foi a última peça que assistiu e responde "Hamlet." Quando perguntado "De quem?" – especificamente, quem interpretou Hamlet, e não quem o escreveu – ele não consegue se lembrar e é sugerido o nome "Henry Irving?" para risos da plateia. Uma peça de David Hare, estreada em 27 de junho de 2025, e estrelada por Ralph Fiennes como Irving, Grace Pervades, explora a vida de Irving, Ellen Terry e os filhos de Terry, Edith Craig e Edward Gordon Craig.